# Wietzendorf
Wietzendorf – gmina samodzielna (niem. Einheitsgemeinde) w Niemczech, w kraju związkowym Dolna Saksonia, w powiecie Heidekreis. W 2008 r. liczyła 4104 mieszkańców.

## Historia

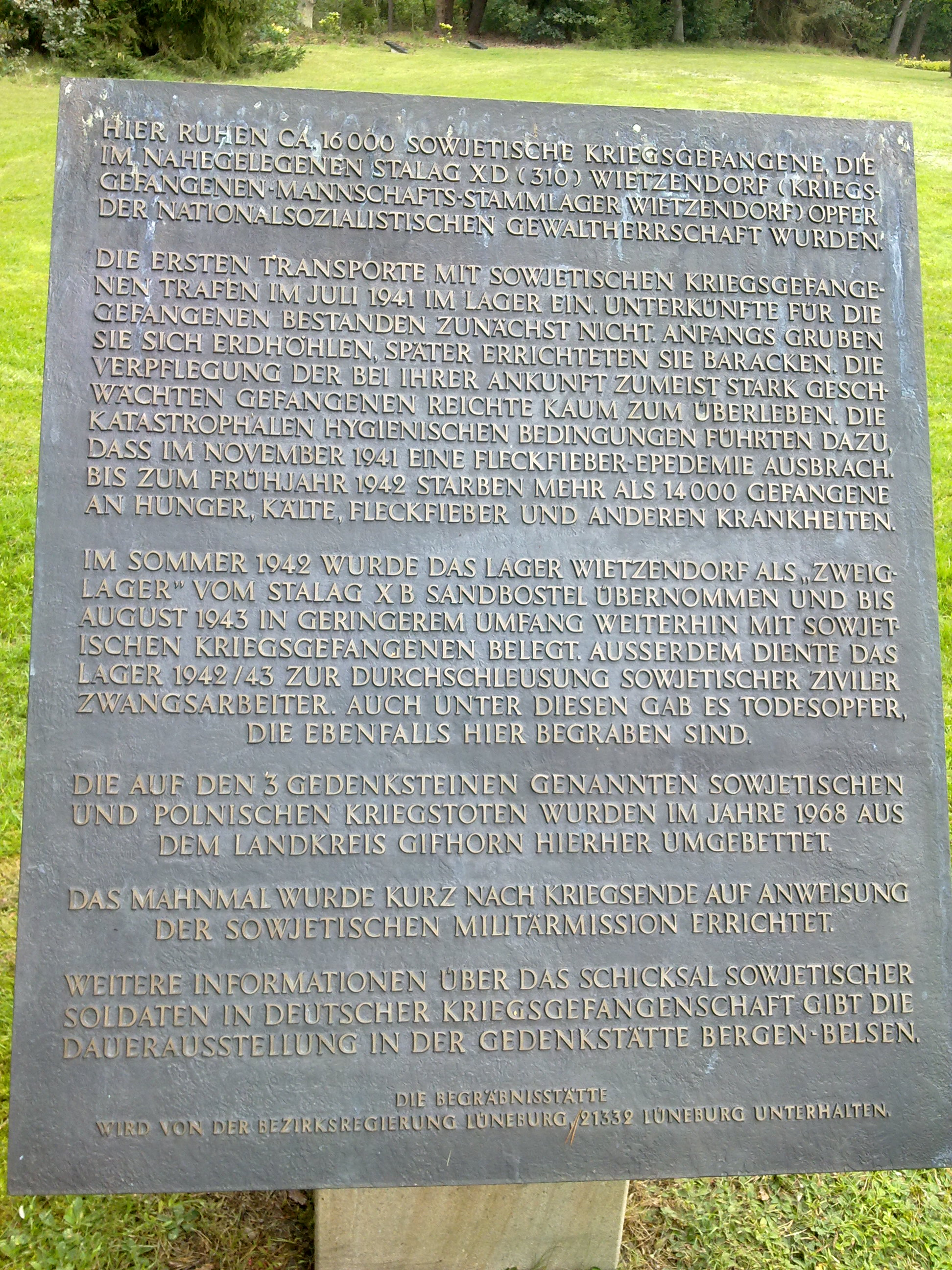
Płyta pamiątkowa na miejscu pamięci poległych jeńców wojennych w Wietzendorfie

W czasie drugiej wojny światowej na terenie Wietzendorf mieścił się obóz jeniecki Stalag X D Wietzendorf dla więźniów rosyjskich. Na skutek panujących warunków sanitarnych i racji żywnościowych 16 000 zmarło z wycieńczenia i chorób. Obecnie ok. 2,5 km od miejscowości znajduje się miejsce pamięci poległych jeńców.
Po upadku Włoch Benita Mussoliniego trafili tu jeńcy włoscy.
W 1968 roku przeniesiono tu również poległych jeńców polskich.

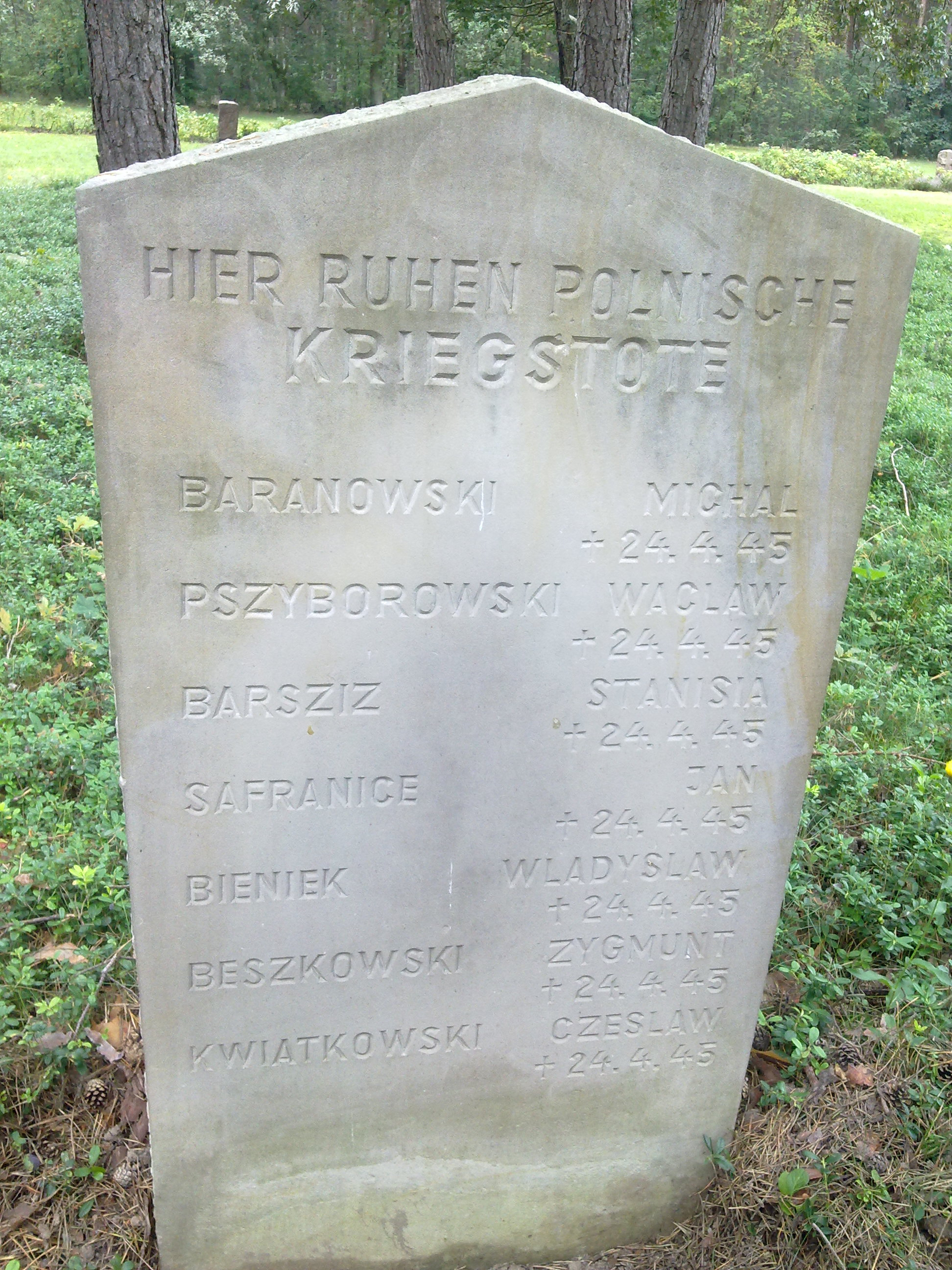
Mogiły Polaków w Wietzendorf

## Dzielnice gminy
- Bockel
- Dehnernbockel
- Halmern
- Klein Amerika
- Lührsbockel
- Marbostel
- Meinholz
- Reiningen
- Reddingen
- Suroide